# Ассирологія

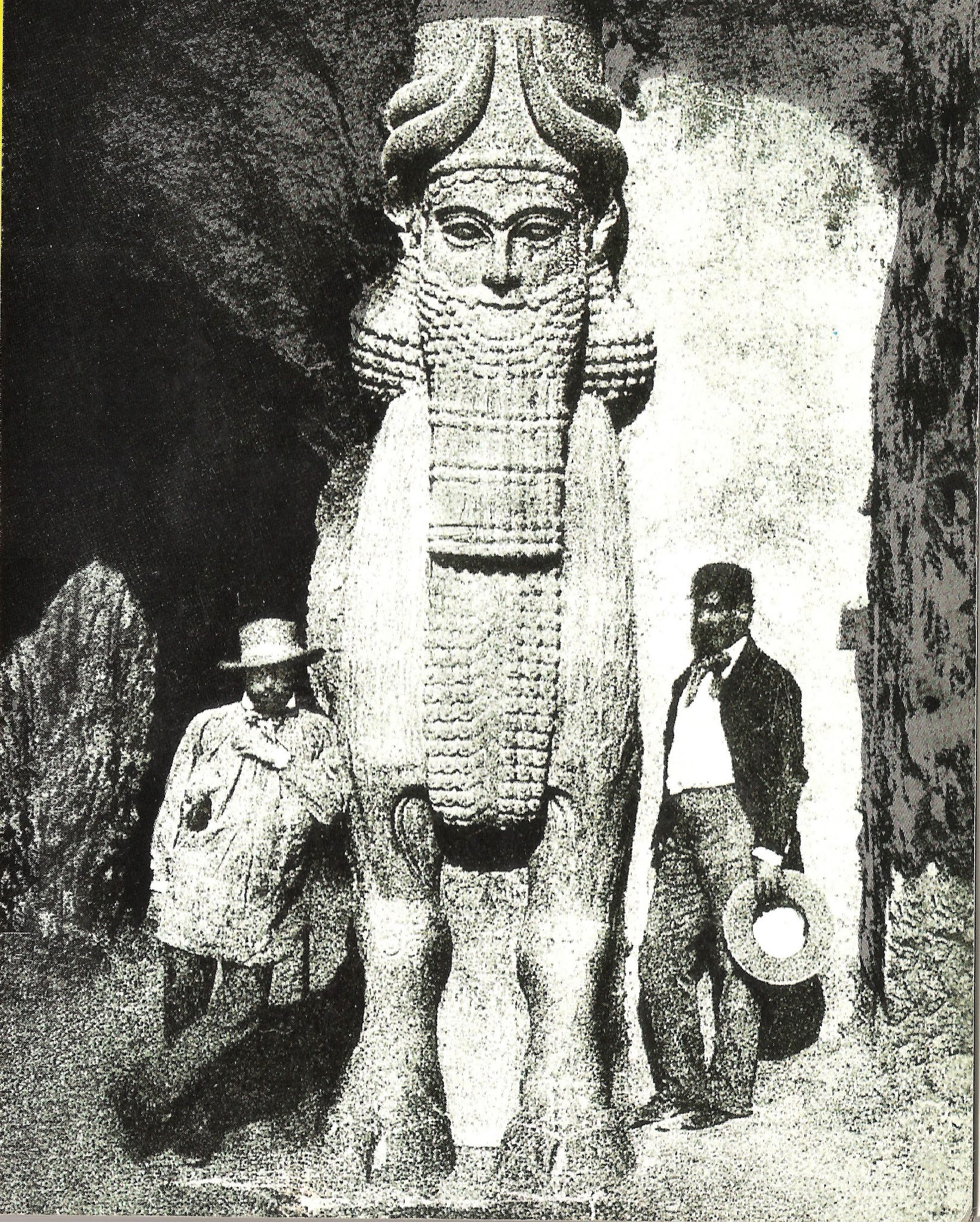
Дослідники стоять навпроти ассирійського крилатого бика Ламассу біля брами палацу Саргона II, Дур-Шаррукин, Ніневія, Ассирія, 1852 рік

Ассироло́гія або ассиріоло́гія (дав.-гр. Ἀσσυρίᾱ — Ассирія, дав.-гр. λόγος — слово; наука) — наука, що вивчає писемність стародавніх народів Месопотамії, які вдавалися до клинопису: шумерів, вавилонян, аккадців, ассирійців. Також комплекс знань про мову, історію, релігію та культуру цих народів.
Початок ассирологія бере у 1802, коли були здійснені перші спроби прочитання клинопису, але остаточною датою зародження науки заведено вважати 1857 рік.

## Виникнення науки та її історія

### Як виникла ассирологія
Першопроходьцями в дослідженні Середнього Сходу стали мандрівники й купці, що подорожували до східних країн, почасти через допитливість і бажання відвідати країни, описані в Біблії.
На початку XVII ст., італійський мандрівник П'єтро делла Валле відвідав Межиріччя та Близький Схід. Він склав детальний опис своєї подорожі та привіз звідти перші зразки клинописного письма; він не зміг прочитати їх, але правильно припустив, що це система письма і вона читається зліва направо. Рукописи Валле зацікавили й інших подорожніх, кожен з яких вважав за честь направитися на схід та скопіювати чудернацькі написи. Проте ніхто на той час не міг прочитати ті символи або бодай зрозуміти до якої мови вони належать.
Значна кількість подорожей та експедицій допомогла накопичити значний багаж знань та матеріальну базу, попри те, що основною метою цих знахідок була не наука, а радше — матеріальне збагачення. В середині XVIII ст. дедалі більше дослідників підтримують думку, що дивні написи на табличках є не чудернацьким візерунком, а системою письма. І хоча дешифрування тексту було майже неможливим, була окреслена перша мета — розшукати якомога більше клинописних табличок. Починаючи з XIX ст. археологічним дослідження країн Сходу починають цікавитися Франція та Велика Британія, які намагалися потурати власному імперіалізму через вивчення й «культурне завоювання» інших країн.
В 1842 році, французький дипломат Поль-Еміль Ботта знайшов один з найвизначніших палаців Месопотамії — палац Саргона II у Хорсабаді. Знахідка була важлива, проте на той час вона мало що дала дослідникам, адже досі ще ніхто не спромігся прочитати написи. Термін ассирологія створив французький науковець Ернест Ренан, утворивши його від схожої науки — єгиптології. На той час більшість розкопок відбувалися в північному Іраку, в регіоні Ассирія. Згодом клинописні тексти знаходитимуть і на Близькому Сході, але назва науки залишатиметься такою, лише з'являться різні спеціальності, як от шумерологія, хеттологія тощо.

### Дешифрування клинопису

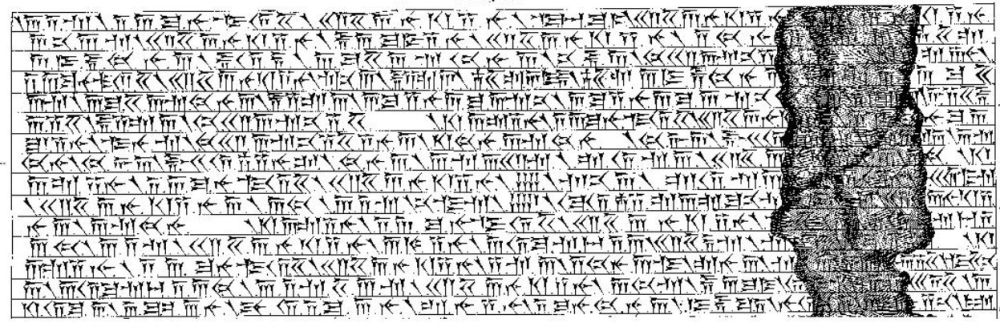
Перший стовпчик Бегістунського напису (DB I 1-15), замальований німецьким сходознавцем Фрідріхом фон Шпігелем (1881)

Ключ до дешифрування клинописного письма змогли підібрати лише наприкінці XIX ст. завдяки написам, знайденим у Персеполі. Ці написи містили текст, який було упорядковано у три стовпці, що згодом виявилося трьома окремими написами різними мовами. Проте ніхто не міг припустити що це були за мови. Згодом дослідники погодилися, що рядки мають синонімічний текст, тому прочитання однієї з мов дасть можливість розшифрувати інші. За основу взяли першу частину яка складалася з 42 символів; спершу припустили, що це могла бути абетка якої послуговувалася мова IV ст. до н. е. Зважаючи на це припущення, а також на розташування знахідок, дослідники вирішили, що мова в першому рядку могла буди родичкою перської мови. Крім того, грецькі мандрівники зберегли старовинні написи давніх царів — Дарія І та Ксеркса.
Скориставшись вищевказаними досягненнями та шляхом дивовижних умовиводів, вчитель німецького ліцею Георг Гротефенд зміг скласти першу абетку клинописних знаків та прочитати імена перських царів. Це сталося у 1802 році, коли він зрозумів, що група знаків, які часто повторюються в тексті 𐎧𐏁𐎠𐎹𐎰𐎡𐎹 могли означати «цар», а знак 𐏐 використовувався для розмежування слів одне від одного. Праця Гротефенда мала багато помилок і її не сприйняла наукова спільнота, лише у 1842 році, після значної кількості обговорень, було укладено абетку невідомої мови, яка дозволяла повністю читати текст.
Але остаточно клинопис дешифрували лише в середині XIX ст. Це зробили норвежець К. Лассен, француз Ежен Бюрнуф, та англієць Генрі Роулінс. Ці вченні скористались сенсаційною знахідкою Роулінса — Бехістунським написом, якого було викарбувано на прямовисній Бехистунській скелі в іранській долині за наказом царя Дарія І. 1857 року Вільям Генрі Фокс Талбот провів експеримент і надіслав трьом вченим (Лассену, Бюрнуфу та Роулінсу) один і той самий текст на переклад, коли їх переклади порівняли, то остаточно закрили питання розшифрування клинопису.

### Від Ассирії до Шумеру

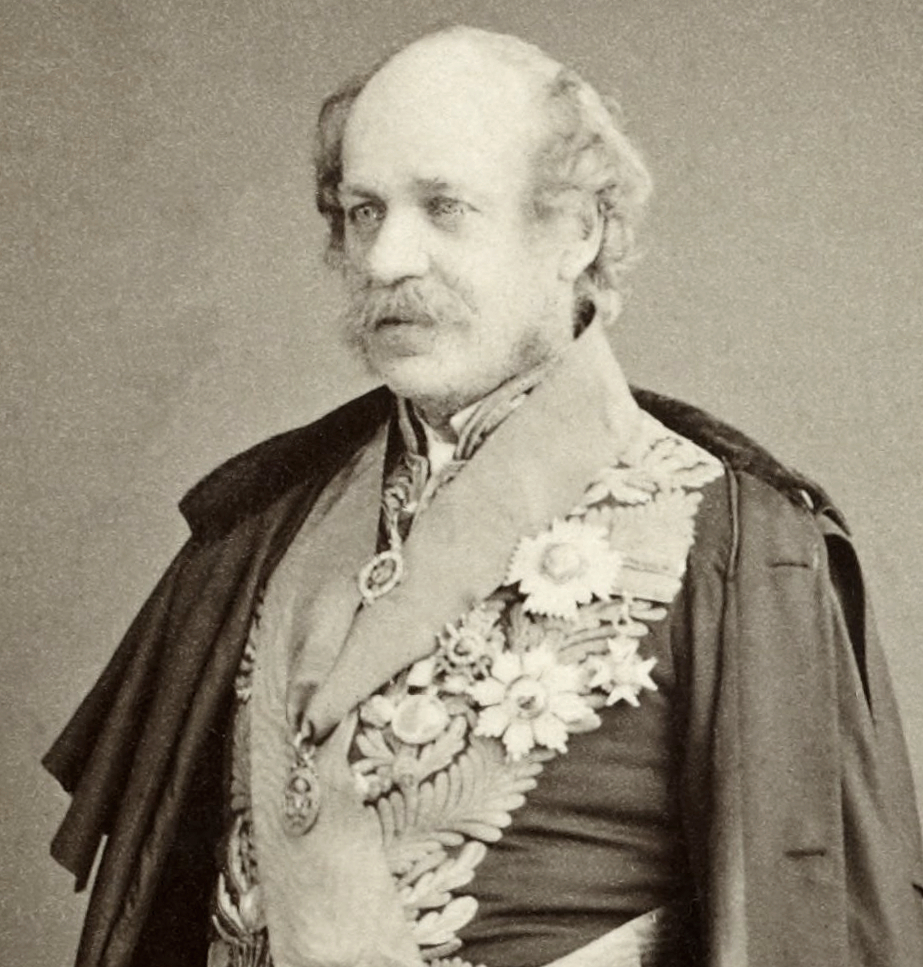
Генрі Кресвік Роулінсон, «батько» сучасної ассирології

Пошуковий котлован німецької експедиції на телі Каср у Вавилоні. 30 серпня 1919 року, автор — Роберт Кольдевей.

Після відкриття Месопотамської цивілізації та дешифрування аккадської мови, давні культури Сходу привернули увагу Заходу. Наприкінці XIX ст. розпочинаються великі розкопки в Ассирії, що й дало назву дисципліні «ассиріологія», якою послуговуються і досі, попри значні знахідки інших культур Давнього Сходу. Після розкопок Ботта в місті Дур-Шаррукін, британець Остін Генрі Лаярд розкопав Німруд, потім Ніневію, де в 1851 році він знайшов бібліотеку Ашшурбаніпала, де зберігалися тисячі глиняних табличок. Після нього розкопками займався Ормуз Рассам, який більше цікавився коштовними знахідками, аніж збереженням пам'яток. Знахідки, розкопані у найважливіших містах Ассирії, надсилаються до Франції та Великої Британії, де їх розміщують в Луврі та Британському музеї. В той же час продовжуються переклади текстів, і в 1872 році Джордж Сміт вперше перекладає Епос про Гільгамеша, який містить вавилонську версію Всесвітнього потопу. Дана знахідка справляє справжній фурор на науковому поприщі.
В той же час, значні розкопки проводяться й в Нижній Месопотамії, де розкопують Ур, Урук та Сузи. 1877 року француз Ернест де Саржак проводив розкопки арабського міста Телло, яке спочатку вважали руїнами Лагашу, але насправді виявилося залишками стародавнього міста Гірсу. Він знайшов артефакти, які були найдавніші серед усіх знайдених донині, а також розкопав Стелу шулік та статуетку Гудеа, який був правителем міста Лагаш. Окрім того, на розкопках в Ніппурі та Сузах, знаходять численні таблички, які доводять проживання інших народностей несемітського походження на теренах Месопотамії — давніх шумерів, а згодом відкривають і їх мову. Існування цього народу передбачили ще під час перекладу перших табличок, адже в аккадській мові (в її діалектах — вавилонській та ассирійській) траплялися слова несемітського походження. В Сузах також було розкопано найважливіший пам'ятник історії Месопотамії — Кодекс Хаммурапі, який згодом перекладають.
Кінець XIX ст. і початок XX ст. побачили більш ретельне дослідження, особливо з початком німецьких досліджень, які спонсорував сам Вільгельм II. В Німеччині навіть починають з'являтися кафедри ассирології, а саму дисципліну починають викладати. Досліджують і розкопують велику кількість міст, наприклад розкопки Вавилона під проводом Роберта Кольдевея. Робота перекладачів розширює пізнання про шумерів, завдяки адміністративним та економічним текстам, знайденим під час розгопок. Перша світова війна вносить свої корективи в дослідження: розкопки припиняються, а більшість знахідок розкрадається.

### Дослідження між двох воєн

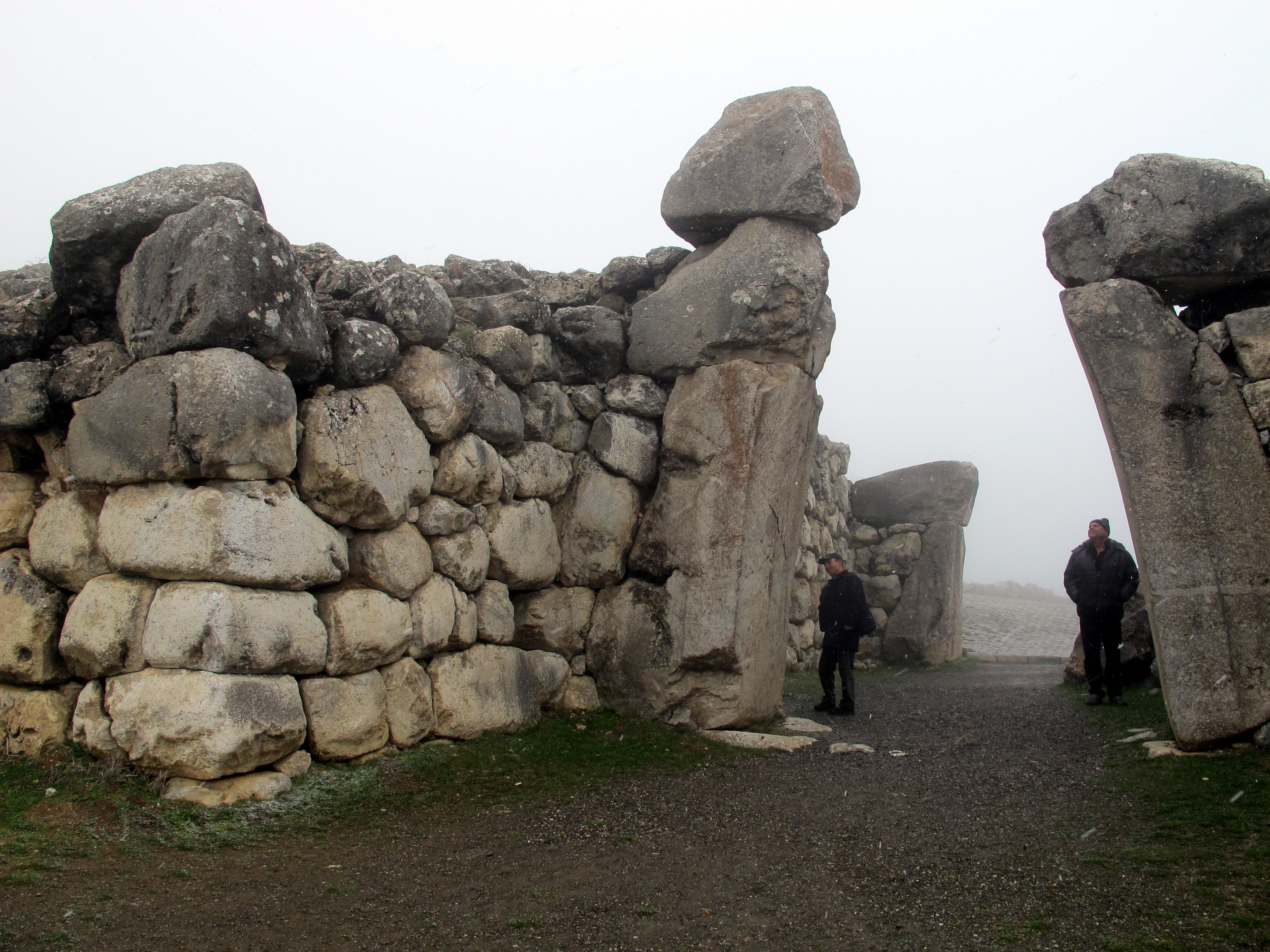
Королівська брама в Хаттусі.

Після 1918 року, із падінням Османської імперії, почалася політична трансформація Середнього Сходу. Мандат, який отримала Британія в Іраці, Палистині та Йордані, а Франція в Сирії та Лівані, а також культурні й технічні революції в Туреччині та Персії, полегшили цим країнам дослідження Месопотамії, а також розширили горизонт досліджень в ассирології.
Розкопки, які проводилися в регіонах, що межували із Месопотамією, розширили наше розуміння цих територій. Так, близько 1886 року, в Єгипті, в телі ель-Амарна, були знайдені клинописні таблички із дипломатичною кореспонденцією фараонів Аменхотепа III та Аменхотепа IV із країнами Месопотамії, що розповіли нам про важливі способи ведення дипломатії та торгівлі. 1906 року німецький дослідник Гуго Вінклер розкопав Бохгазкьой (тур. Boghazköy), де знаходилася столиця давнього Хетського царства — Хаттуса. Дипломатичні табличкі, які там були знайдені, містили текст тоді ще невідомою мовою — хетською. Таблички дешифрував Бедржих Грозний, і тепер хеттська мова — найдавніша відома індоєвропейська мова. 1923 року з'являється перша повна граматика шумерської мови (нім. Grundzüge der sumerischen Grammatik), яку укладає німецький ассиролог Арно Побель.
На початку XX ст. починають з'являтися кращі методи археологічних досліджень. Зокрема, їх починають використовувати у Вавилоні, який розкопує Кольдевей аж до своєї смерті в 1925 році, а також на розкопках в долині річки Діяла, які проводить під егідою Інституту сходознавства Чиказького університету. Знахідки ретельніше перевіряються й з ними обережніше поводяться. Також укладається перша хронологія Месопотамської цивілізації. Найцікавіша знахідка того часу — царська скарбниця в місті Ур.
За межами Месопотамії розкопують місто Угарит, у 1933 році розкопують місто-державу Марі; разом із Сузами вони складають найважливіші археологічні об'єкти французьких дослідників. В кожному розкопують значну кількість писемних знахідок, які ще досі не перекладені в повному обсязі. Завдяки розкопкам а Анатолії та Сирії, особливо в Йорган Тепе (стародавнє місто Нузі), дізнаються про новий народ, що населяв ці території — хурити, чию мову починають досліджувати.
У Вірменії досліджують народ Урарти, який розмовляв схожою до хуритської мовою. Проводиться дослідження Іранського нагір'я, де шукають палац Дарія I.

### Після 1945: нові відкриття та покращення методів
Після закінчення Другої світової війни дослідження продовжувалися. Дослідники повертаються до розкопок в найстаріших відомих місцях, як от Єрихон в Палестині чи Чатал-Гьоюк в Туреччині. Ассирологія повторює прогрес, який відбувається в археології, а саме детальне вивчення довкілля та залучення інших дисциплін. Проте археологічні розкопки зосереджувалися на монументах та ігнорували житлові райони (як виняток — розкопки в Урі, Угариті). Регіони які раніше вважали периферією набувають значення і ассирологія починає поступово відходити від «месопотамоцентричної» моделі. Розкопки італійської команди в Еблі на чолі з Паоло Меттіа допомогли пролити світло на розвиток Сирії на початку бронзової доби, про який раніше не підозрювали. Цей розвиток було підтверджено й новими розкопками в долині річки Хабур та відкриття культури Галіл-Руд в Ірані. Значне територіальне охоплення розкопок аж від Єгипту до Центральної Азії допомогло висвітлити важливість економічних, торгівельних та дипломатичних зв'язків між різними культурами, які існували від найдавніших часів.
Розвиток ассирології наприкінці XX ст. змусив ассирологів обирати спеціалізацію в залежності від географії (Ассирія, Вавилонія, Елам тощо), часового проміжку (неоліт, архаїка, стародавній світ, середні віки та сучасність) або певної галузі (релігія, економіка, історія дипломатії тощо). Як результат, ассирологія розкололася на декілька напрямків. Після того, як Семюел Крамер у своїй роботі «Історія починається в Шумері» називає себе «шумерологом», інші дослідники починають виділяти свою галузь — «еламісти», «хеттологи» тощо.
Громадянська війна в Лівані, ісламська революція в Ірані, Ірано-іракська війна, а також інші події в регіоні заважали розкопкам і дослідженню. Деякі країни також мали труднощі в боротьбі з грабежем археологічної спадщини та продажем артефактів на чорному ринку, які стають все частішими реаліями територій, охоплених війною.

### Сучасна ассирологія
За своє недовге існування ассирології, як науковій дисципліні, вдалося відновити історію найдавніших цивілізацій відомих світу, де зародилися перші міста, письмо тощо. Проте існує низка питань, які необхідно уточнити. Із отриманням нових знань про давні цивілізації, необхідно передивлятися старі дослідження для їх корегування, адже є імовірність, що деякі загальновідомі факти з історії Давнього Сходу можуть виявитися хибними. Окрім того, більшість знайдених клинописних табличок ще й досі не були перекладені й проаналізовані. Із постійними розкопками, кількість відомих табличок тільки зростає.

## Джерельна база
Джерела з історії країн Месопотамії можна поділити на три типи: пам'ятки матеріальної культури, писемні джерела та згадки в Біблії та античних джерелах.
Починаючи з XIX ст. на території Месопотамії проводяться численні розкопки; окрім великої кількості амулетів, кераміки, табличок, археологи розкопують цілі міста й споруди: зикурати, театри, храми. 1898 року було створено Німецьке східне товариство, щоб поширити зацікавлення сходом і назбирати необхідні кошти для майбутніх експедицій. У той же час створили Східний департамент музеїв Прусії, який мав займатися отриманням майбутніх знахідок. Із 1901 року Вільгельм II візьме товариство під свою опіку і почне його фінансувати. Товариство буде першим проводити розкопки в багатьох містах Месопотамії, деякі предмети будуть відновлені й направлені до Пергамського музею, там же відбудована Брама Іштар.
Існує велика кількість писемних джерел з Месопотамії. Клинописні таблички напрочуд добре збереглися, певною мірою завдяки тривкості матеріалу з якого їх робили — глині. Зазвичай це листи, двосторонні договори та інформація щодо збору бала (податку). Більшість текстів — юридичні; найбільша колекція юридичних текстів належить сім'ї вавилонських банкірів, що носить ім'я Дім Егіби. Окремі історичні відомості знаходимо й у «царських списках», де вказані правителі та їх найбільші досягнення.
Про Месопотамію писали й античні автори. Найбагатший матеріал залишив «батько історії» Геродот. Він описав природні умови, звичаї та побут населення, описав місто Вавилон та його пам'ятки та деякі примітки з історії країни. Цінні історичні повідомлення знаходимо у працях Діодора Сицилійського, Страбона, Ктесія Кнідського, Йосипа Флавія, Помпея Троги тощо. Одне античне джерело, що хоча й дійшло до нас фрагментами і крізь цитати з інших джерел, вважається найточнішим. Це історія Вавилонії, написана вавилонянином, на ім'я Берос. Він був жерцем Мардука і створив розгорнуту хронологію Вавилона на замовлення Антіоха I Селевкіда. Проте це не звичайна хронологія, а радше вступ до вавилонської культури, щоб ознайомити із нею греків.

## Мови
Ассирологія у вузькому сенсі зосереджена на вивчені мов, які послуговувалися клинописним письмом. Саме тому, коли говорять про ассирологію як про дисципліну, її розділяють за наступними мовами:
- Аккадська мова: семітська мова, якою розмовляли давні ассирійці та вавилоняни; в період з III по I ст. до н. е. була поширена в Месопотамії (Ірак, сучасна Сирія), потім на Середньому Сході. Аккадська мова була найбільш поширена (як в просторі, так і в часі існування) серед мов Межиріччя; велика кількість писемних пам'яток дозволили добре вивчити мову та її особливості. Як і еблаїтська мова належить до східносемітських мов.
- Шумерська мова: найдавніша відома мова людства; майже немає відповідників серед інших мов, є мовою ізолятом. Виникла в південній частині Месопотамії між III та II ст. до н. е., після того як аккадська мова стала домінувати в давній Месопотамії, шумерська залишилася мовою релігії та науки.
- Хеттська мова: найдавніша індоєвропейська мова. Була поширена в Малій Азії в II ст. до н. е; слугувала основною мовою Хетського царства.
- Аморейська, угаритська, фінікійська та арамейська мови: чотири дуже споріднені семітські мови; Вони виникли в північно-західній Месопотамії між II та I ст. до н. е. Аморейська зберіглася суто у вигляді власних назв, які в свій час були записані аккадським клинописом; останні три мови зберіглися краще, адже записувалися абеткою, схожою на давньоєврейську.
- Урартська та хуритська мови: дві споріднені мови, але обидві є ізольованими; поширені між III та II ст. до н. е. в Месопотамії та Малій Азії, а також пізніш в Анатолії та давній Вірменії.
- Еламська мова: ізольовано мова, була поширена на території сучасного Ірану.
- Давньоперська мова: індоєвропейська мова, яка була поширена в Імперії Ахеменідів в I ст. до н. е.